# Carçan
Carçan (en francès Carsan) és un municipi francès situat al departament del Gard i a la regió d'Occitània.